# The Del-Lords
The Del-Lords é uma banda americana de rock and roll formada em Nova Iorque em 1982, fundada pelo guitarrista dos Dictators, Scott Kempner. A banda combinou elementos do rock de garagem dos anos 60 com influências country, blues e folk para se tornar um dos primeiros criadores do rock urbano de raiz. Os membros da banda eram, originalmente, Scott Kempner, Manny Caiati, Eric Ambel e Frank Funaro.

## História
Modelado em bandas britânicas da década de 1960 que usaram vários cantores - The Kinks, Beatles, The Who - a visão de Kempner era criar um ato com quatro cantores, que alguns diziam ser como os "Beach Boys da Costa Leste".
O nome da banda vem de Del Lord, diretor de muitos curtas antigos dos Três Patetas. Os quatro álbuns de estúdio dos Del-Lords, lançados entre 1984 e 1990 – Frontier Days, Johnny Comes Marching Home, Based on a True Story, e Lovers Who Wander – foram lançados em CD em 2008 pelo selo American Beat.
Vinte e seis anos depois de terem começado, os Del-Lords começaram a trabalhar em novas gravações. Eles lançaram seu trabalho em andamento, Under Construction EP de mixagens brutas em seu site em 9 de março de 2010. Seus primeiros quatro álbuns foram relançados pela Collector's Choice-American Beat com faixas bônus e notas de capa expandidas.
Em fevereiro de 2010, o The Del-Lords fez seus primeiros shows ao vivo em 20 anos, começando com dois shows não anunciados no nordeste dos Estados Unidos. Eles fizeram um show em Rhode Island e um show no Lakeside Lounge em Nova York, antes de embarcar em uma turnê por sete cidades na Espanha.
Em 14 de maio de 2013, Elvis Club, um novo álbum, foi lançado pela gravadora Megaforce.
Em 2021, Scott Kempner se aposentou de sua carreira musical após ser diagnosticado com demência, e morreu em uma casa de repouso em Connecticut em 29 de novembro de 2023, aos 69 anos.

## Discografia

### Álbuns de Estúdio
- Frontier Days (1984, EMI America)
- Johnny Comes Marching Home (1986, EMI America)
- Based on a True Story (1988, Enigma)
- Lovers Who Wander (1990, Enigma)
- Elvis Club (2013, GB Music)

### EPs
- Under Construction (2010)

### Álbuns de Compilação
- Get Tough: The Best of the Del-Lords (1999, Restless)

### Álbuns Ao Vivo
- Howlin' at the Halloween Moon (1989, Restless)

### Singles
- "Get Tough" / "Pledge of Love" (1985, EMI America)
- "How Can a Poor Man Stand Such Times and Live" (1985, EMI America)
- "Get Tough" (1986, EMI America)
- "True Love" (1986, EMI America)
- "Soldier's Home" (1986, EMI America)
- "Heaven" (1986, EMI America)
- "Cheyenne" (1989, Enigma)
- "Poem of the River" (1989, Enigma)